# Geórgios Soúlios
Geórgios Soúlios (en grec moderne : Γεώργιος Σούλιος ; 1885-1927) est un guérillero grec, du début du XXe siècle. Il participe à la lutte macédonienne (1904-1908), ainsi qu'à la lutte pour la création de la République autonome d'Épire du Nord (1914).

## Biographie
Geórgios Soúlios naît dans le village d'Orman Ciflik (en), à la périphérie de Korçë, alors dans l'Empire ottoman et désormais dans l'actuelle Albanie. Il participe à la lutte macédonienne (1904-1908), en tant que chef d'un groupe de guérilla grec qui opére dans les régions de Korca et de Macédoine-Occidentale. Après la fin des guerres balkaniques, il fait partie de la garde personnelle de l'évêque orthodoxe local de Korytsa (Korçë), Germanos.
La cession de sa patrie à la nouvelle Principauté d'Albanie catalyse le soulèvement dans la région de l'Épire du Nord (dans l'actuelle Albanie du Sud) contre cette décision et conduit à la déclaration d'indépendance de la République autonome d'Épire du Nord (en), en mars 1914.
Après l'installation des autorités albanaises, nouvellement arrivées à Korçë, qui étaient accompagnées par des officiers néerlandais, de la Gendarmerie internationale, un soulèvement local éclate en faveur du mouvement d'Épire du Nord. Soúlios est l'un des chefs du soulèvement, mais il est blessé au combat lors d'une tentative d'assaut du quartier général de la police ennemie de la ville.
En 1916, pendant la Première Guerre mondiale, l'armée française qui contrôle la ville, met en place la République albanaise autonome de Korça. Soulios est arrêté et envoyé en camps d'internement, en France. Après la fin de la guerre, il s'installe en Grèce et vit dans le village de Marina, dans le district régional de Flórina.